# 罗才懋
罗才懋（？—？），湖南人，是一名清朝政治人物。
罗才懋曾于1838年接替毛应观任娄县知县一职，1839年由顾毓奇接任。